# Aanval op Steenbergen (1747)
De Aanval op Steenbergen was een aanval op de vestingstad Steenbergen door Franse troepen tijdens de Oostenrijkse Successieoorlog. De aanval was onderdeel van het beleg van Bergen op Zoom (1747) dat begon op 12 juli 1747 toen de Fransen onder aanvoering van generaal Ulrich van Löwendal voor die stad was verschenen. Eerder dat jaar hadden zij al Staats-Vlaanderen bezet. Door de val van Bergen op Zoom werd het Franse beleg op Steenbergen gestaakt.

## Voorgeschiedenis
Steenbergen was onderdeel van de West-Brabantse waterlinie en had in die tijd vier of vijf straten waarlangs ongeveer honderdvijftig huizen stonden. De stad beschikte over twee poorten, de Waterpoort en de Oost- of Kruispoort. Ze was omringd met een stadswal en zes bastions daaromheen een diepe en wijde gracht die haar water uit de Vliet ontving. Twee ravelijnen en een Contrescarp met twee buitenwerken bestaande uit een hoornwerk en een Kroonwerk. De bezetting binnen Steenbergen bestond uit vierhonderd soldaten. De West-Brabantse waterlinie in haar geheel werd door duizend soldaten bezet. De Fransen belegerden Bergen op Zoom, waardoor Steenbergen in staat van beleg was.

## Aanval op Steenbergen
Löwenthahl had zware verliezen geleden in Bergen op Zoom en gaf op 24 juli plotseling opdracht om Steenbergen te belegeren. Hij stuurde een brigade met artillerie naar Steenbergen. Doel hiervan was om de Nederlandse communicatie te verstoren. De heer van Lynden van Blitterswijk, commandant in Steenbergen wist deze aanval ondanks zware wederzijdse beschietingen af te slaan.

## Nasleep
De Fransen probeerden daarna nog een aanval op de linie Kijk in de Pot waar ze ten slotte vernietigend werden verslagen. De Fransen waren gedwongen de aanval te staken om dertien wagens vol gewonden naar Breda te transporteren. Löwenthahl had om een wapenstilstand verzocht zodat zij de doden konden begraven. Het verzoek werd afgewezen omdat de belegerden vonden dat Löwenthahl niet als belegeraar was gekomen maar als brandstichter. De Fransen hadden met brandbommen geschoten in Bergen op Zoom. Bergen op Zoom was op 16 september gevallen tijdens een bestorming.
De inname van Bergen op Zoom had de Fransen meer dan 20.000 doden gekost, binnen Bergen waren zesduizend doden onder de verdedigers gevallen. De 86-jarige I.K. baron Cronström die de leiding had binnen Bergen, bleek niet opgewassen tegen de overmacht. Bergen op Zoom werd geplunderd door de Franse soldaten, die burgers de straten opjoegen nadat ze letterlijk en figuurlijk uitgekleed waren. De buit viel de Fransen echter zo zwaar tegen dat zij niet van plan waren om hun leven te wagen voor het veroveren van forten, waar helemaal geen buit in het vooruitzicht was. Het beleg van Steenbergen en Breda werd om die reden afgeblazen. De Franse troepen betrokken daarop hun winterkwartieren en trokken verder naar het zuiden om daar een verdedigende linie langs Bergen op Zoom op te zetten.
1740-'42: Eerste Silezische Oorlog ·
1740-'48: Oorlog van koning George ·
1741: Slag bij Mollwitz ·
1742: Slag bij Chotusitz ·
1743: Slag bij Dettingen ·
1744: Zeeslag bij Toulon ·
1744-'45: Tweede Silezische Oorlog ·
1744-'48: Eerste Karnataka Oorlog ·
1745: Slag bij Pfaffenhofen ·
1745: Slag bij Fontenoy ·
1745: Slag bij Hohenfriedeberg ·
1745: Slag bij Soor ·
1745: Slag bij Hennersdorf ·
1745: Slag bij Kesselsdorf ·
1746: Beleg van Brussel ·
1746: Slag bij Culloden ·
1746: Slag bij Piacenza ·
1746: Slag bij Rocourt ·
1747: Eerste zeeslag van Kaap Finisterre ·
1747: Slag bij Lafelt ·
1747: Beleg van Venlo ·
1747: Beleg van Bergen op Zoom ·
1747: Aanval op Steenbergen ·
1747: Tweede zeeslag van Kaap Finisterre ·
1748: Beleg van Maastricht ·
1748: Vrede van Aken
1577: Filips van Hohenlohe-Neuenstein · 
1583: Slag bij Steenbergen · 
1590: Maurits van Oranje · 
1622: Velasco · 
1747: Löwendahl · 
1944: Bevrijding van Steenbergen en Welberg